# Verdens centrum - i Mayalandet
|  | Denne artikel er oprettet af botten PalnaBot ud fra en ekstern database. Den kan derfor have sproglige fejl eller mangler. Denne skabelon kan fjernes efter kontrol af indholdet. |

Verdens centrum - i Mayalandet er en dokumentarfilm instrueret af Lasse Spang Olsen efter manuskript af Ib Spang Olsen, Lasse Spang Olsen.

## Handling
For Yucatans maya-indianere hersker der ingen tvivl om, hvor verdens centrum ligger. I lyset af 500-året for Columbus ankomst til Amerika fortæller forfatteren og tegneren Ib Spang Olsen sin varme og myndige, meget personlige udgave af indianernes møde med en fremmed kultur og beretter solidarisk og indfølt om fortid, nutid og usikker fremtid for "menneskene", som mayaerne kalder sig selv. Lasse Spang Olsen har sammenholdt faderens historier og tegninger med dokumentarfilmoptagelser, dramatiske rekonstruktioner, gamle billeder og stik til et levende, undervisningsrelevant stykke filmpoesi.